# Zakorenje
Zakorenje je naselje u Republici Hrvatskoj u Požeško-slavonskoj županiji, u sastavu općine Brestovac.

## Zemljopis
Zakorenje je smješten0 oko 5 km zapadno od Brestovca, na cesti Požega - Nova Gradiška susjedna sela su Daranovci na istoku i Gornji Gučani na zapadu. 

## Stanovništvo
Prema popisa stanovništva iz 2011. godine Zakorenje je imalo 187 stanovnika.
| broj stanovnika | 208   | 212   | 186   | 209   | 231   | 237   | 247   | 272   | 254   | 271   | 258   | 260   | 239   | 231   | 205   | 187   | 145   |
|                 | 1857. | 1869. | 1880. | 1890. | 1900. | 1910. | 1921. | 1931. | 1948. | 1953. | 1961. | 1971. | 1981. | 1991. | 2001. | 2011. | 2021. |